# Baidu Baike
Baidu Baike (chinesisch 百度百科, Pinyin bǎidù bǎikē – „Baidu Enzyklopädie“) ist eine chinesische, in vereinfachter chinesischer Schrift gehaltene Internet-Enzyklopädie, die von der Suchmaschine Baidu in China betrieben wird. Baidu Baike profitierte von den Sperrungen von Wikipedia in der Volksrepublik China und wurde als Alternative zur Wikipedia geschaffen. Der Betreiber zensiert die Inhalte der Webseiten.

## Inhalte
Baidu Baike hat neben der Suchmaschine noch ein Informationstool, das in zwölf Bereiche gegliedert ist: Natur, Kultur, Geographie, Geschichte, Leben, Gesellschaft, Kunst, Persönlichkeiten, Wirtschaft, Wissenschaft, Sport und aktuelle Ereignisse. Von Administratoren werden Artikel und Kommentare, die „pornographische“ oder „gewalttätige“ Texte oder Bilder, Werbung, persönliche „Angriffe“, „unmoralische“ Inhalte und „böswillige“ und „sinnlose“ Inhalte beinhalten, nicht zugelassen oder entfernt.

## Geschichte
Baidu Baike startete im April 2006 mit einer Testversion. Drei Wochen nach Einführung der Testversion waren schon mehr als 90.000 Artikel in Baidu Baike eingestellt. Im November 2006 hatte Baike mehr Artikel als Wikipedia in allen Sprachen, mit Ausnahme des Englischen. Zu dieser Zeit wurden ungefähr 50.000 Artikel pro Monat eingestellt.

## Funktionsweise
Baidu Baike ist eine offene Internetenzyklopädie, die laut Eigenangabe Gleichheit, Zusammenarbeit und Teilen fördert. Mit zwei anderen Diensten von Baidu, Zhidao und Post ergänzt Baike das Angebot der Suchmaschine.
Die Artikel werden von registrierten Nutzern geschrieben und bearbeitet. Jede Bearbeitung wird von Administratoren kontrolliert. Für die Nutzer besteht keine Möglichkeit, die Administratoren zu kontaktieren. Die Beiträge werden in einem Punktesystem belohnt. Obwohl eine Testversion Baidu WIKI genannt wurde, geben offizielle Presseaussendungen und Seiten auf der Enzyklopädie an, dass Baidu Baike kein Wiki sei, die Seite verwende nicht MediaWiki. Das Wiki-Prinzip wird von Baike insbesondere im Content-Management-System jedoch angewendet. Die URL einer Suchanfrage verwendete bis zum 22. Juni 2008 den Begriff Wiki.

## Arbeitsweise
Baidu Baike wendet die Zensurbestimmungen der chinesischen Regierung strikt an. Demzufolge verbieten die Regeln zum Einstellen von Artikeln unter anderem „bösartige Angriffe“ auf staatliche Einrichtungen sowie Beiträge, die die gesellschaftliche und öffentliche Ordnung schädigen, pornographische Inhalte oder Konflikte im Zusammenhang mit Minderheiten, Rassismus, Religion und Regionen provozieren.

## Interface
Die visuelle Gestaltung ist einfach. In Artikeln werden nur halbfette Schrift und Hyperlinks unterstützt.
Es gibt die Möglichkeit, Artikel zu bearbeiten, zu kommentieren, auszudrucken und die Geschichte des Artikels einzusehen.

## Bearbeitungsmöglichkeiten
Die Benutzer können auf verschiedene Werkzeuge zugreifen, unter anderem
- ein Bildersystem, mit dem Bilder, die kleiner als 2 MB sind, in Artikel eingebunden werden können,
- ein als Open Category bezeichnetes Schlüsselwortsystem, mit dem ein Artikel mit fünf Schlüsselwörtern versehen werden kann (das System ist der folksonomy ähnlich),
- ein separates Bearbeitungsfeld für Quellen und externe Links.

## Wachstum
Die Testversion wurde am 20. April 2006 veröffentlicht. Die Anzahl der Artikel überstieg nach zwei Tagen 10.000 Artikel. Im November 2006 wurde die 500.000-Artikel-Marke erreicht.

### Wachstum in den ersten fünf Jahren
| Datum        | Anzahl der Artikel |
| ------------ | ------------------ |
| 5. Mai       | 82.788             |
| 21. Mai      | 142.283            |
| 15. Juli     | 283.417            |
| 4. August    | 314.839            |
| 9. September | 369.700            |
| 9. Oktober   | 428.000            |
| 15. November | 489.380            |
| 13. Dezember | 530.636            |

| Datum         | Anzahl der Artikel |
| ------------- | ------------------ |
| 17. Januar    | 578.752            |
| 15. Februar   | 622.219            |
| 17. März      | 663.487            |
| 19. April     | 706.080            |
| 23. Mai       | 735.423            |
| 6. August     | 809.921            |
| 19. September | 863.307            |
| 17. Oktober   | 892.201            |
| 26. November  | 940.429            |
| 31. Dezember  | 982.619            |

| Datum         | Anzahl der Artikel |
| ------------- | ------------------ |
| 20. Januar    | 1.004.052          |
| 20. Februar   | 1.039.906          |
| 20. März      | 1.070.392          |
| 24. April     | 1.115.428          |
| 27. Mai       | 1.153.565          |
| 6. Juli       | 1.197.524          |
| 26. September | 1.286.880          |
| 22. November  | 1.349.621          |

| Datum        | Anzahl der Artikel |
| ------------ | ------------------ |
| 13. April    | 1.538.218          |
| 23. Juni     | 1.642.513          |
| 5. September | 1.758.573          |
| 6. Dezember  | 1.908.069          |

| Datum       | Anzahl der Artikel |
| ----------- | ------------------ |
| 8. April    | 2.112.928          |
| 10. Oktober | 2.559.745          |
| 5. Dezember | 2.878.123          |

### Wachstum seit 2011
| Datum            | Anzahl der Artikel |
| ---------------- | ------------------ |
| 15. Februar 2011 | 3.079.172          |
| 28. Mai 2015     | 11.608.625         |
| 31. Juli 2017    | 12.447.900         |
| 16. Februar 2018 | 15.216.371         |
| 12. Juli 2020    | 18.285.472         |
| 26. Oktober 2021 | 24.643.013         |

## Urheberrecht
Die Urheberrechtspraxis von Baidu Baike wird im Abschnitt Nutzungsbedingungen der Hilfe-Seite veröffentlicht. Baike erklärt, dass der Nutzer durch das Hinzufügen von Inhalten Baidu Baike Rechte an seinem originalen Beitrag einräumt. Die Einhaltung von eventuellen Urheberrechten wird eingefordert. Beiträge mit Material, das unter der Creative Commons oder der GNU-Lizenz für freie Dokumentation steht, müssen den Bedingungen dieser Lizenzen folgen.
Baidu Baike wurde von vielen Seiten her scharf kritisiert, „schamlos abzukopieren“. Baidu sei der „größte Missachter von Urheberrechten an den Materialien der Wikipedia“. Ebenso wurde die Weigerung Baidus, das „© 2025 Baidu“ auf jeder enzyklopädischen Seite zu entfernen, bemängelt. Da die Seiten unter Creative Commons bzw. der GNU-Lizenz für freie Dokumentation lizenziert werden und somit von freiwilligen Autoren geschrieben werden, ist eine urheberrechtliche Beteiligung von Seiten Baidus höchst umstritten. Diese Urheberrechtsverletzungen betreffen insbesondere Artikel der chinesischsprachigen Wikipedia; ohne die Wikipedia-Lizenzbedingungen, insbesondere die der GFDL, zu beachten, sollen hier mehr als 1800 Artikel kopiert worden sein. Ähnliche Verstöße gegen die GFDL wurden bei der Übernahme von freien Inhalten aus Portalen wie Hoodong.com begangen, zudem wurde mehrfach eine weite Verbreitung von Plagiaten kritisiert.